# Ринкечов (Димбовіца)
Ринкечов (рум. Râncăciov) — село у повіті Димбовіца в Румунії. Входить до складу комуни Драгомірешть.
Село розташоване на відстані 77 км на північний захід від Бухареста, 9 км на південний захід від Тирговіште, 137 км на північний схід від Крайови, 87 км на південь від Брашова.

## Населення
За даними перепису населення 2002 року у селі проживали 1918 осіб, з них 1917 осіб (99,9%) румунів. Рідною мовою 1917 осіб (99,9%) назвали румунську.